# Johann Hermann Kufferath
Johann Hermann Kufferath, född 12 maj 1797 i Mülheim an der Ruhr, död 28 juli 1864 i Wiesbaden, var en tysk violinist och kompositör. Han var bror till Louis Kufferath och Hubert Ferdinand Kufferath.

## Biografi
Johann Hermann Kufferath föddes 12 maj 1797 i Mülheim an der Ruhr. Kufferath var lärjunge till Louis Spohr och Moritz Hauptmann. Han var en framstående violinist och verkade 1830–1862 som lärare och dirigent i Utrecht samt komponerade bland annat kantater, ouvertyrer och motetter. Kufferath avled 28 juli 1864 i Wiesbaden.
Kufferath arbetade även som musikdirektör i Utrecht.
Han var bror till Louis Kufferath och Hubert Ferdinand Kufferath.